# Focaccia

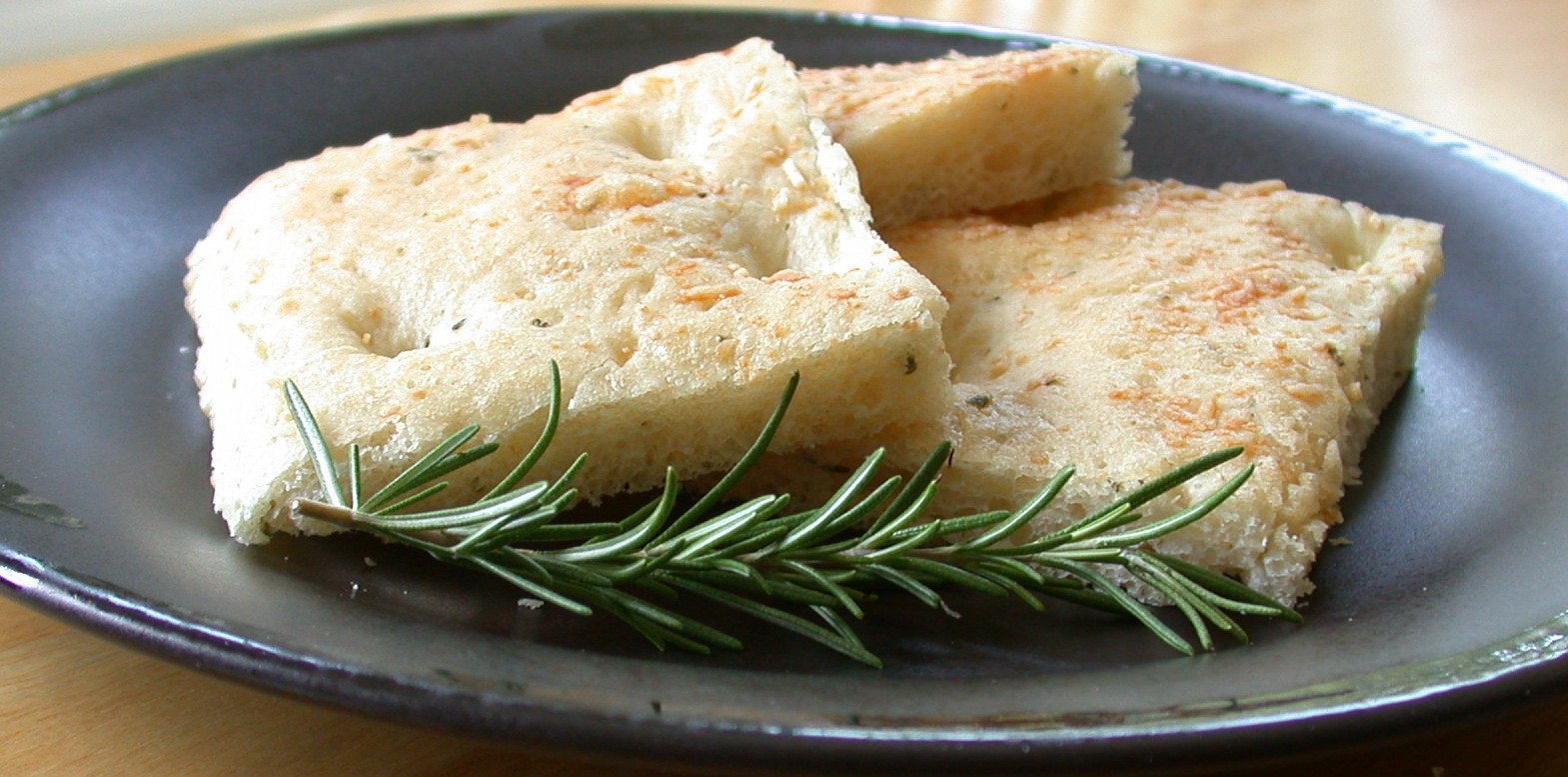
Pan de focaccia decorado con una ramita de romero.

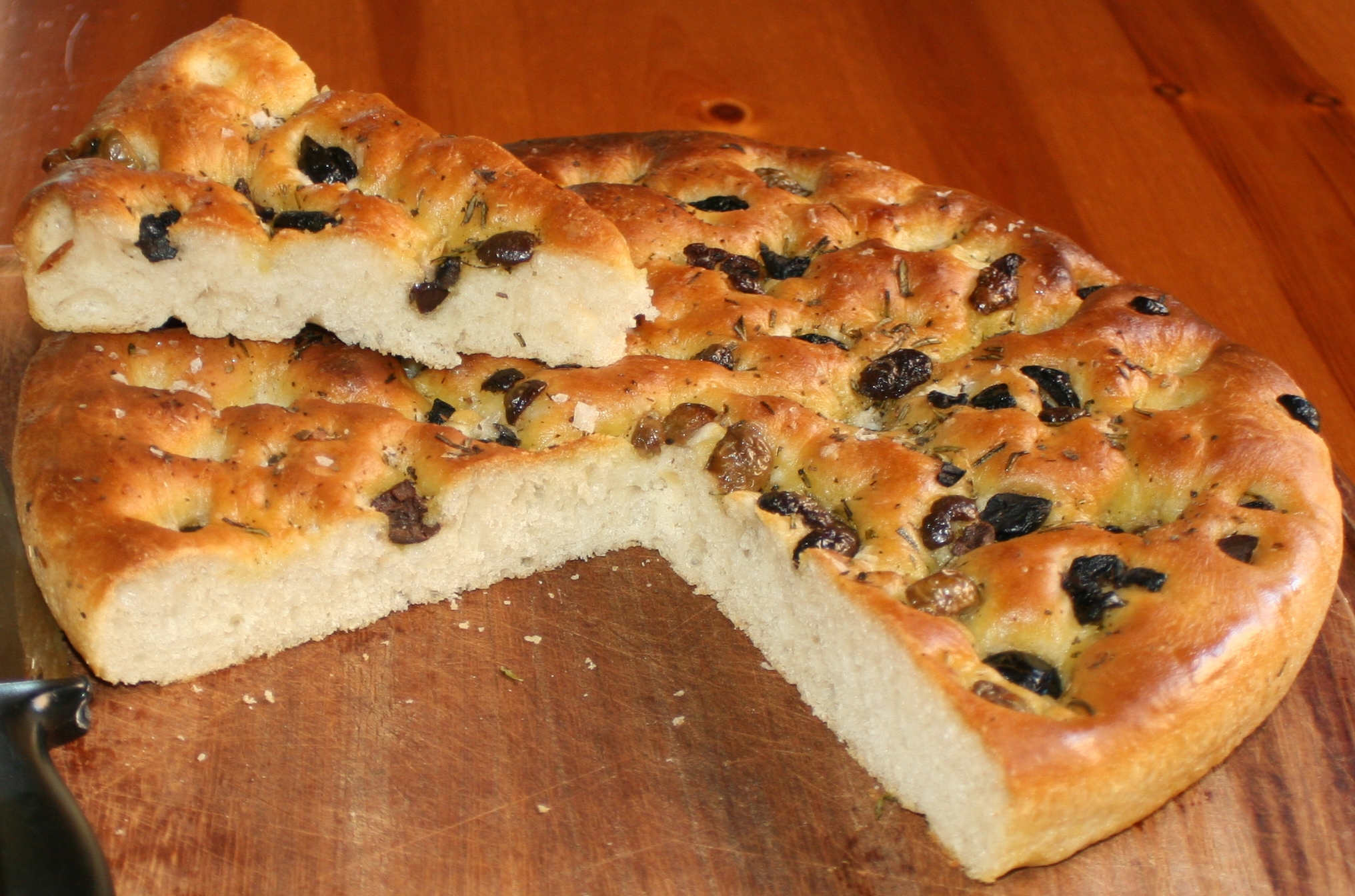
Focaccia con aceitunas.

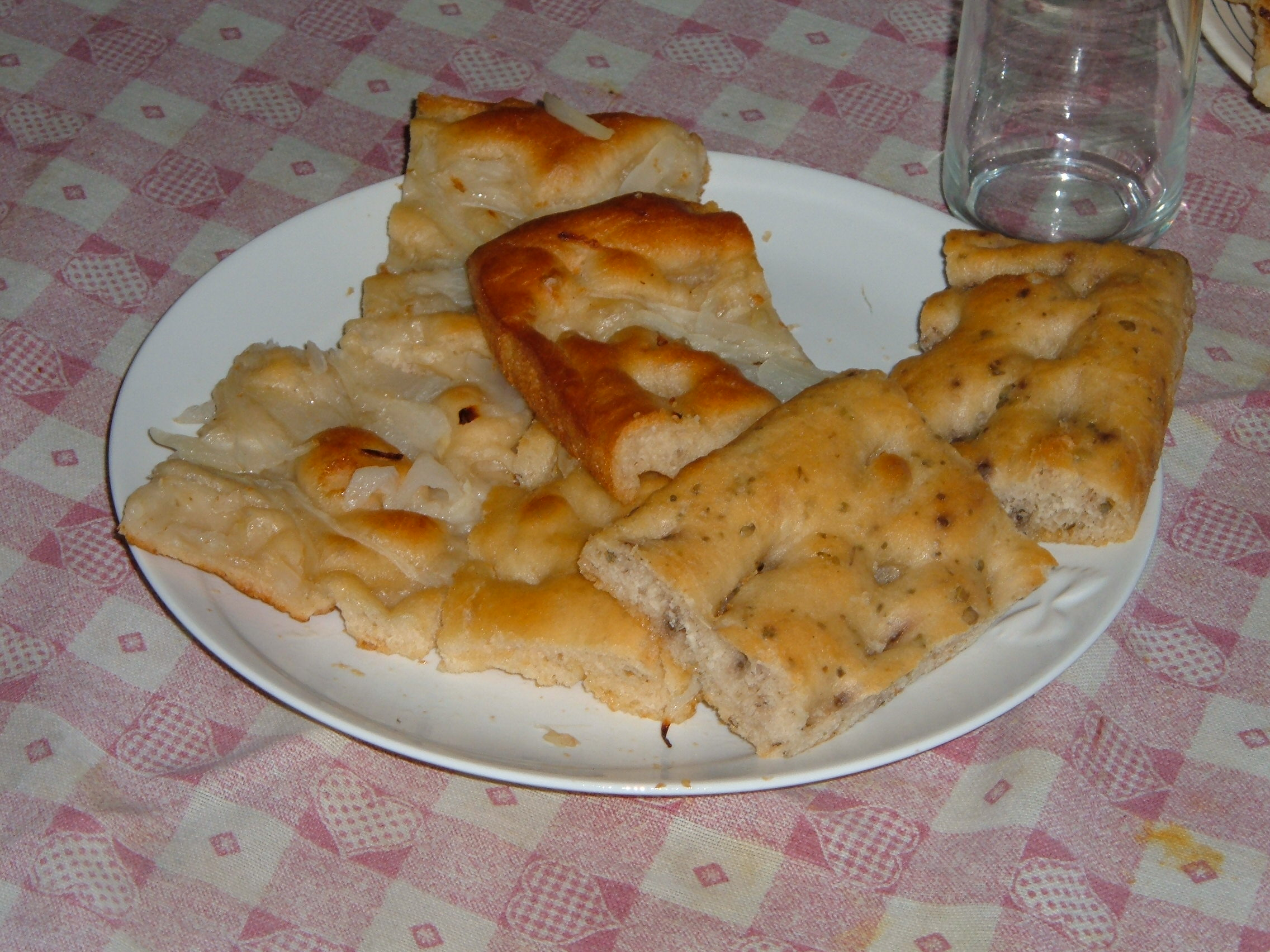
Fugàssa (o focaccia) genovesa.

La focaccia (/fo.ˈkat.tʃa/ «focacha» , esp: hogaza) es una especie de pan plano cubierto con hierbas y otros productos alimenticios.
Se trata de un plato tradicional de la cocina italiana muy relacionado con la popular pizza. La receta básica de este preparado se cree que procede de los antiguos etruscos o los antiguos griegos, no obstante es considerado como una delicia de la gastronomía de Liguria, denominada fugàssa en ligur.
La especialidad local denominada fugàssa co-o formàggio en ligur o focaccia con formaggio en italiano (con queso) se elabora frecuentemente en Recco, localidad cercana a Génova y no constituye una variante de la fugassa (focaccia) por no contener levadura.

## Características
La masa de la focaccia es similar en estilo a la de la pizza, y consiste en harina, aceite, agua, sal y levadura.
La focaccia es muy popular en Italia y generalmente se aliña con aceite de oliva y sal gruesa, aromatizándola con hierbas como el romero. Algunas versiones llevan cebolla (fugàssa co-e çiòule).
A diferencia de la pizza no suele llevar salsa de tomate antes de hornearla.

## Uso fuera de Italia
La focaccia se emplea extensivamente fuera de Italia como un sándwich. En Argentina, además de las típicas focacce ligures llegadas con los inmigrantes genoveses, existen variedades llamadas fugazzas y fugazzettas, nombres derivados directamente de la palabra ligur fugàssa. En Uruguay la misma se consume y se conoce cual su pronunciación en dialecto ligur figasa. La focaccia también se consume en España, Chile, Venezuela, Costa Rica y Perú.